# ادواردو دوس سانتوس هسلر
ادواردو دوس سانتوس هسلر (انگلیسی: Eduardo dos Santos Haesler؛ زادهٔ ۱۰ فوریهٔ ۱۹۹۹) بازیکن فوتبال اهل آلمان است.